# モーターマガジン社
モーターマガジン社（モーターマガジンしゃ）は、日本の出版社である。おもに雑誌、ムックを発行している。
本社所在地は、東京都港区新橋。1923年（大正12年）、オートバイ雑誌『月刊オートバイ』を創刊して創業し、1954年（昭和29年）に「株式会社オートバイ雑誌社」として法人化された。1955年（昭和30年）、自動車雑誌『モーターマガジン』を創刊すると同時に、現在の「モーターマガジン社」に社名を変更した。営業内容は、自動車雑誌、オートバイ雑誌などの編集および発行であり、ゴルフ雑誌『ゴルフダイジェスト』を刊行するゴルフダイジェスト社とは、関連会社の関係にある。

## 刊行誌

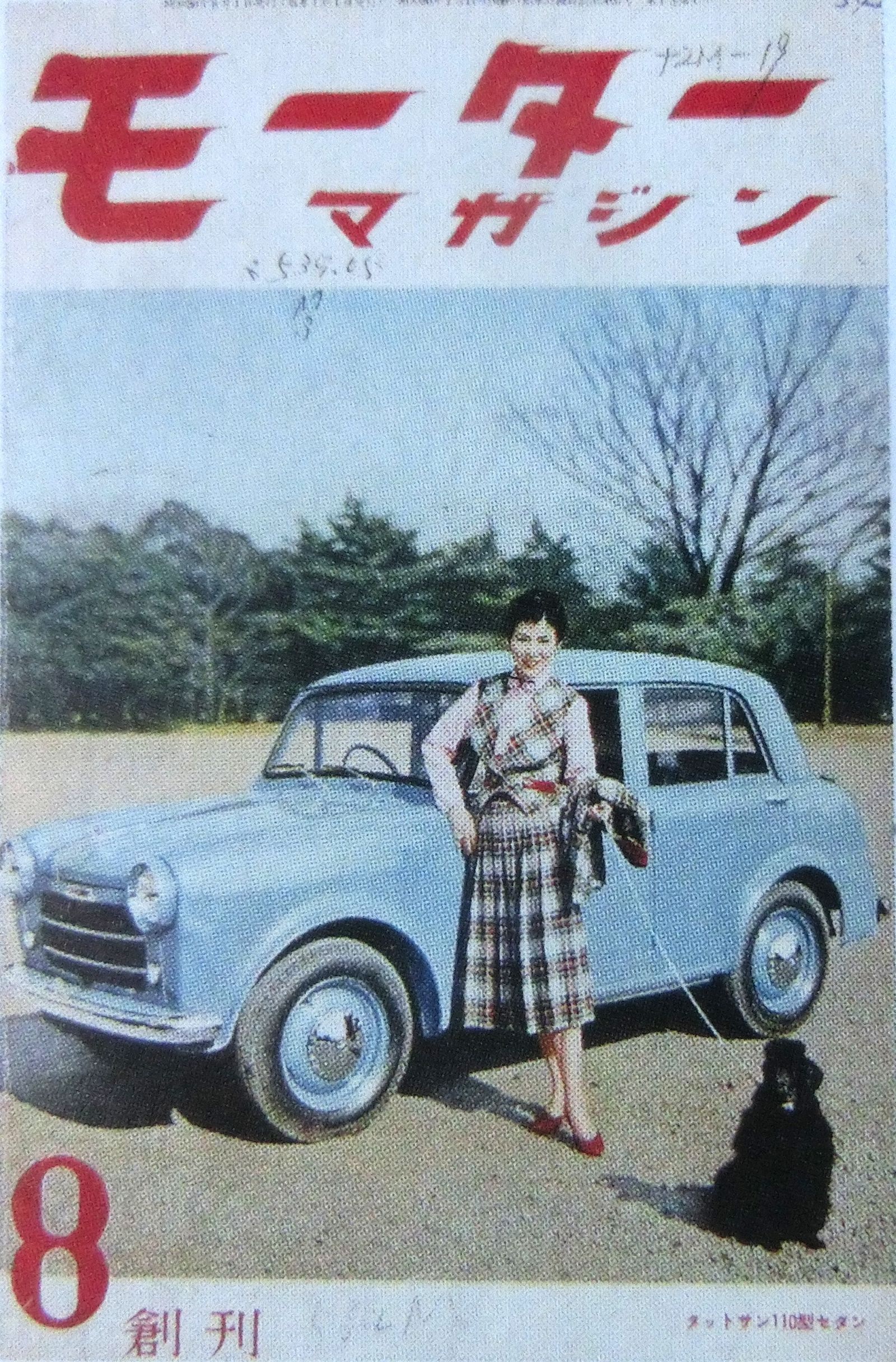
モーターマガジン 昭和30（1955）年8月 、モーターマガジン社

### 自動車雑誌
- モーターマガジン（月刊）：1955年創刊
- ホリデーオート（月刊）：1971年 - 2019年[2]

### オートバイ雑誌
- オートバイ（月刊）：1923年創刊[3]
- ミスターバイク（月刊）：1976年[4] - 2010年[4]
- ゴーグル（隔月刊）：1984年創刊[5]
- ミスターバイクBG（月刊）：1985年創刊[6]
- バイカーズステーション（月刊）：1987年創刊[7]
- 東本昌平 RIDE（月刊）：2007年創刊[8]

### カメラ雑誌
- カメラマン（月刊）：1978年創刊[9]、2020年休刊[10][11]

### ラジオ雑誌
- ラジオマガジン（月刊）：1980年9月創刊、1985年4月休刊